# 庫瓊巴亞區
16°45′04″S 70°41′10″W / 16.7510°S 70.6861°W
庫瓊巴亞區（西班牙語：Distrito de Cuchumbaya），是秘魯的一個區，位於該國南部莫克瓜大區的涅托元帥省，始建於1944年1月31日，面積67.6平方公里，海拔高度3,120米，2005年人口1,306，人口密度每平方公里19人。